# Кокпектинский сельский округ
Кокпекти́нский се́льский окру́г (каз. Көкпекті ауылдық округі) — административная единица в составе Бухар-Жырауского района Карагандинской области Казахстана. Административный центр — село Кокпекты.

## Состав
| № | Населённый пункт | Тип населённого пункта       | Код КАТО  | Географические координаты       | Население, чел. (2021 г.) |
| - | ---------------- | ---------------------------- | --------- | ------------------------------- | ------------------------- |
| 1 | Байкадам         | село                         | 354053200 | 50°00′49″ с. ш. 73°23′16″ в. д. | ↗982                      |
| 2 | Кокпекты         | село, административный центр | 354053100 | 49°56′05″ с. ш. 73°16′53″ в. д. | ↗2828                     |
| 3 | Сарытобе         | село                         | 354053300 | 50°04′18″ с. ш. 73°32′31″ в. д. | ↘526                      |

## Население
| Численность населения | Численность населения | Численность населения | Численность населения |
| 1989                  | 1999                  | 2009                  | 2021                  |
| --------------------- | --------------------- | --------------------- | --------------------- |
| 4132                  | ↘3818                 | ↗4276                 | ↗4336                 |